# أوجين بوردن
أوجين بوردن (بالفرنسية: Eugène Bourdon)‏ هو مهندس ومخترِع فرنسي، ولد في 8 أبريل 1808 في باريس في فرنسا، وتوفي بنفس المكان في 29 سبتمبر 1884.